# Idifu
Idifu è una circoscrizione rurale (rural ward) della Tanzania situata nel distretto di Chamwino, regione di Dodoma. Conta una popolazione di 9 609 abitanti (censimento 2012).